# Кузнецов, Виктор Иванович (учёный)
Ви́ктор Ива́нович Кузнецо́в (14 (27) апреля 1913 — 22 марта 1991) — советский учёный и конструктор в области прикладной механики и автоматического управления. Дважды Герой Социалистического Труда. Лауреат Ленинской премии.

## Биография
Родился 14 (27 апреля) 1913 года в Москве. Среднюю школу окончил в городе Боровичи (Новгородская губерния), где в то время работал его отец. После окончания школы пришёл работать на Боровичский керамический комбинат помощником монтёра.
В 1933 году поступил и в 1938 году окончил Ленинградский индустриальный институт. Занимался теорией гироскопов, создал ряд уникальных гироскопических приборов и систем.
В 1937—1940 годах работал инженером-исследователем на заводе «Электроприбор» в Ленинграде. В 1940—1943 годах — на работе в НИИ-10 (будущий МНИИРЭ «Альтаир») в должности начальника отдела.
Как позже вспоминал Б. Е. Черток, В. И. Кузнецов предпочитал конструкторскую работу административной.
Он отлично понимал теорию гироскопов, хорошо — разработки в плоскости теоретической механики и технологии изготовления предлагаемых изделий.
В 1943—1947 годах возглавляет отдел в МНИИ-1 Минсудпрома (ныне «Моринформсистема-Агат») в Москве, с 1946 года входит в «великолепную шестёрку», отвечает за создание гироскопических приборов ракет. Член ВКП(б) с 1942 года.
В 1947 году назначен начальником отдела № 2 НИИ-10, образованного из лаборатории № 2. В 1953 году внутри НИИ-10 на базе отдела № 2 было создано специальное конструкторское бюро (СКБ НИИ-10), заместителем начальника и главным конструктором которого назначен В. И. Кузнецов. СКБ занималось разработкой гироскопических приборов.
В 1956 году он с группой сотрудников (около 350 человек) переходит в только что созданный НИИ гироскопической стабилизации (НИИ-994, позднее, НИИ прикладной механики). В НИИ ПМ Кузнецов работал до 1991 года, первоначально занимая должность главного инженера — главного конструктора, а затем первого заместителя директора по научной работе — главного конструктора.
Гироскопических приборы и систем управления, в разработке которых он принял участие, были востребованы для стабилизации корабельных артиллерийских лафетов и антенных постов РЛС, спроектированных в НИИ-10; впоследствии они стали базовыми при создании таких систем для ракетных и космических комплексов. Под руководством Кузнецова разработаны гироскопические командные приборы систем управления баллистических ракет Р-1, Р-2, Р-5, межконтинентальной баллистической ракеты Р-7, Р-14, Р-16, Р-36, УР-100 и их многочисленных модификаций, а также большого количества космических ракет-носителей и различных космических аппаратов.
Известны труды В. И. Кузнецова по системам инерциальной навигации и автономного управления.
Академик АН СССР (1968). Член-корреспондент АН СССР (1958). Член-корреспондент Академии артиллерийских наук (1949).

Могила Кузнецова на Новодевичьем кладбище Москвы.

Умер 22 марта 1991 года. Похоронен в Москве на Новодевичьем кладбище (участок № 11).

## Награды
- Ленинская премия (1957)
- Сталинская премия второй степени (1943) — за работы по повышению качества стрельбы корабельной артиллерии
- Сталинская премия второй степени (1946) — за создание новых приборов управления стрельбой корабельной артиллерии
- Государственная премия СССР (1967)
- Государственная премия СССР (1977)
- дважды Герой Социалистического Труда (1956, 1961):

1. Указом Президиума Верховного Совета СССР № 235/13 в статусе «совершенно секретно» от 20 апреля 1956 года «за заслуги в деле создания дальних баллистических ракет»[7].

- три ордена Ленина  (20.04.1956; 26.04.1973; 26.04.1983)
- орден Октябрьской Революции (26.04.1971)
- два ордена Трудового Красного Знамени (28.04.1963, 17.09.1975)
- Золотая медаль имени С. П. Королёва (АН СССР, 1979)

## Память

Бюст В. И. Кузнецова в городе Байконуре

- НИИ прикладной механики имени В. И. Кузнецова (с 1992).
- В Москве в сквере у дома № 53 на Авиамоторной улице установлен памятный бюст В. И. Кузнецова.
- Также бюст В. И. Кузнецова установлен на проспекте Королёва в Байконуре.
- 21 марта 2008 года в честь В. И. Кузнецова назван астероид 23410 Vikuznetsov, открытый в 1978 году астрономом Н. С. Черных.